# Villa Malfitano
Villa Malfitano  si trova a Palermo, nell'odierna Via Dante, 167. È sede della Fondazione Giuseppe Whitaker, partecipata della Regione Siciliana.

## Storia
Il progetto e la realizzazione risalgono al periodo che va tra il 1885 e il 1889 su progetto dell'architetto Ignazio Greco su commissione di Giuseppe Whitaker, imprenditore discendente della famiglia inglese Whitaker, stabilitosi a Palermo nella seconda metà del XIX secolo. Insieme alla moglie Tina Scalia, volle edificare la propria residenza nel piano detto di “Malfitano”, alla periferia nord-ovest della città, in un vasto fondo di ben 9 ettari, prendendo a modello la Villa Favard a Firenze. 
Questi raccolse anche una corposa collezione di oltre 12.000 uccelli, riuniti nella dépendance della villa, che divenne il museo privato “Malfitano Museum of Natural History”. .
La figlia Delia Whitaker, scomparsa nel 1971, cedette la villa alla fondazione omonima, costituita poi come ente con un decreto del presidente della regione del 1975, ed è una delle sedi di rappresentanza della Regione Siciliana.

## Descrizione

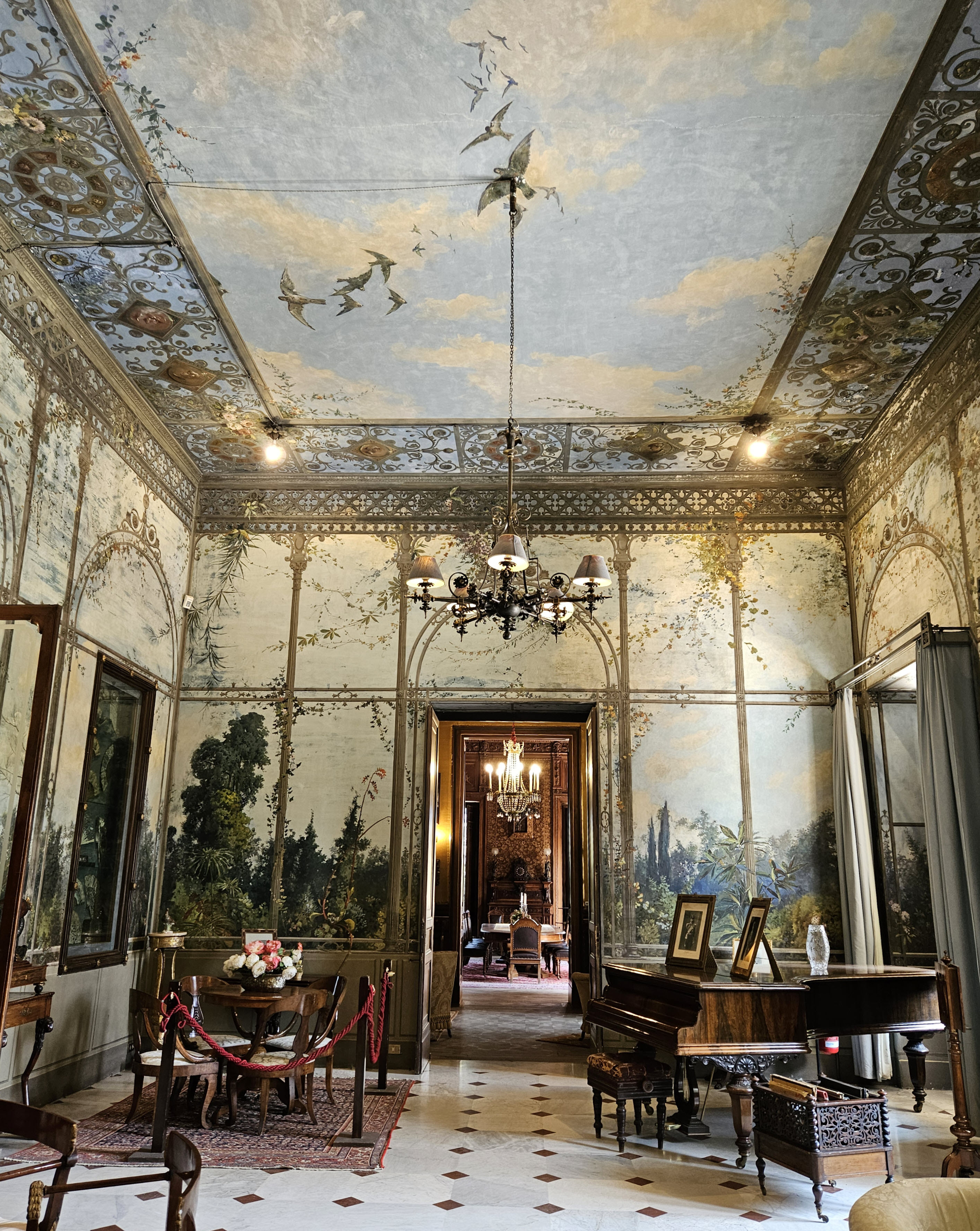
Sala d'Estate affrescata da Ettore De Maria Bergler

La villa, in stile neoclassico, si sviluppa su tre livelli fuori terra ed un piano seminterrato; il piano rialzato era usato come zona giorno e di rappresentanza, il primo piano ospitava le stanze private dei proprietari, il secondo ospitava gli alloggi del personale femminile e il seminterrato quelli del personale maschile e le cucine.
La zona di rappresentanza comprende una sala da biliardo, una sala da ballo (che funge oggi da sala conferenza), un salotto in stile Luigi XVI con un clavicembalo dipinto e "la sala d'estate" affrescata da Ettore De Maria Bergler.

### La collezione Whitaker
Negli interni si trovano diverse sale splendidamente decorate dove è conservata una ricca collezione di oggetti d'arte raccolti dal proprietario durante i suoi numerosi viaggi come mobili, quadri, coralli, avori, porcellane e arazzi fiamminghi del XVI secolo che la fondazione Whitaker oggi custodisce zelantemente. Diversi anche i dipinti di Francesco Lojacono.
Un piccolo edificio, ben curato in stile (oggi in cattive condizioni), poco distante dalla residenza principale, fu destinato a Museo che custodì fino al 1976 la ricca collezione ornitologica, animali naturalizzati e trofei.

### Il parco

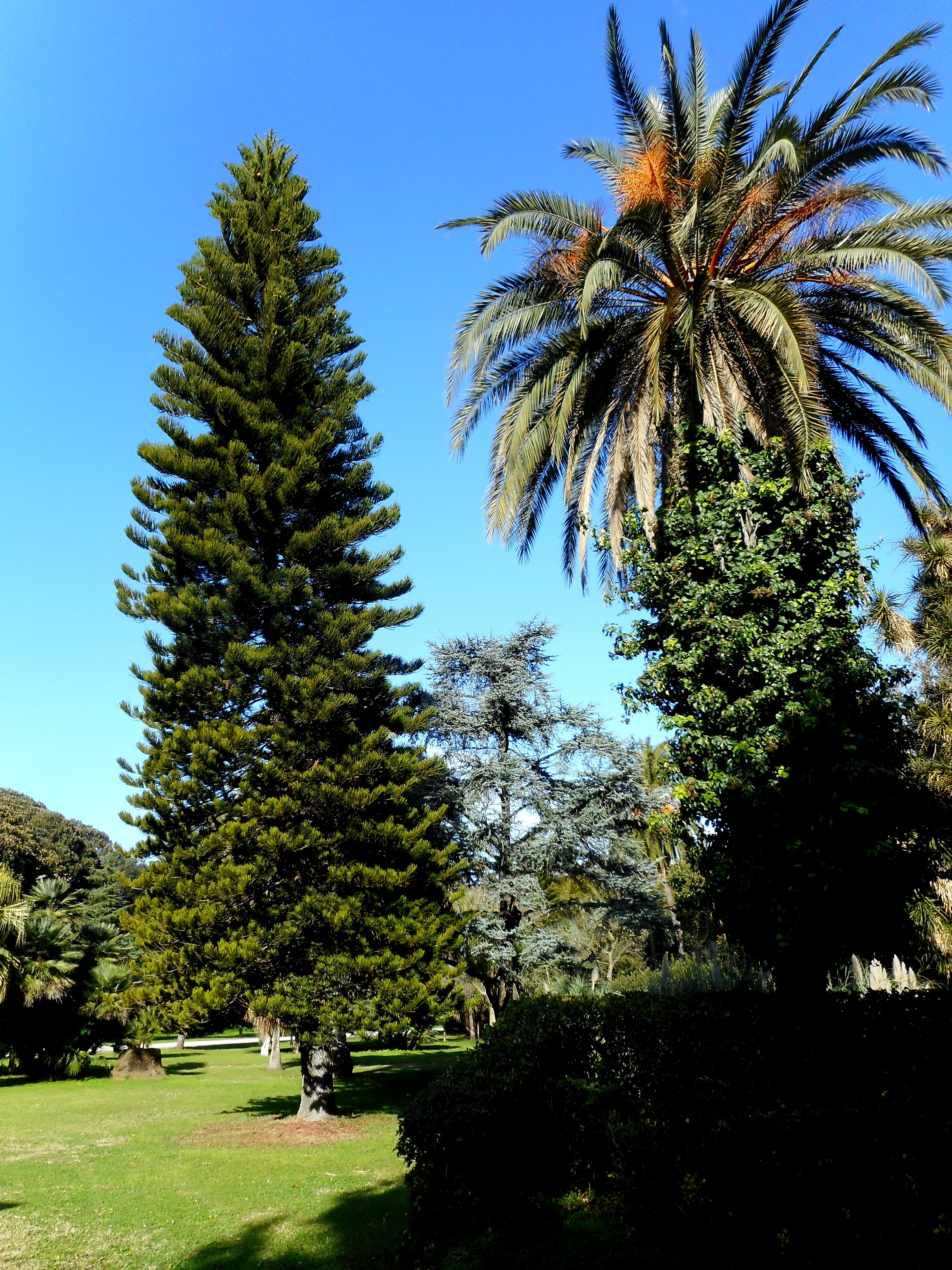
Un angolo del giardino

Il giardino è stato progettato da Emilio Kunzmann e si estende per circa 7 ettari. L'entrata sulla Via Dante è caratterizzato da un'imponente cancellata in ferro battuto e la parte di giardino ad esso adiacente è stata coltivata all'inglese, con vialetti che permettono un percorso tra le asimmetrie degli spazi mentre la parte opposta è stata realizzata all'italiana, quindi caratterizzata da spazi disposti geometricamente e in maniera simmetrica intorno alla villa. L'esemplare di Jubaea chilensis è morto per un attacco di Rhynchophorus ferrugineus nel 2012 e ne rimane oggi solo il tronco.
All'interno si trovano piante rare provenienti da tutto il mondo come Tunisia, Sumatra, Australia, America meridionale e un vivaio che conservava circa 150 esemplari diversi di orchidee.